# Aoife Ní Fhearraigh
Aoife Ní Fhearraigh (Gweedore, county Donegal, Ierland) is een Keltische volkszangeres.
Ze zingt traditionele Ierse en New Age-muziek, ze wordt ook vaak vergeleken met Clannad, Moya Brennan, Eithne Brennan en Altan. Aoife heeft opgetreden met artiesten als Phil Coulter, Paul Brady, en Brian Kennedy.
Aoife begon als jong meisje te zingen met Cór Mhuire na Doirí Beaga, begeleid door Baba Brennan, de moeder van Moya Brennan en Enya.
Nadat ze haar debuutalbum Loinneog Cheoil uitbracht in 1991 kreeg ze een aanbod om op tour te gaan door Nederland. Sindsdien heeft ze getoerd door Japan, Duitsland, Frankrijk, Engeland en Ierland.
Ze werd wereldwijd beroemd met het nummer The Best Is Yet to Come doordat het werd gebruikt in het PlayStationspel Metal Gear Solid en de GameCubeversie van dit spel.
In 1996 bracht ze haar tweede album uit, getiteld Aoife. Dit album werd geproduceerd door Moya Brennan en Dennis Woods. Op dit album werkt ze samen met lokale muzikanten en prominente Ierse componisten.
Zeven jaar later nam ze haar derde album op, The Turning of the Tide op het Celtic Collections label.
Haar laatste album If I Told You stamt uit 2006.
Aoife trouwde in 2007 en woont nu in Banbridge, County Down.

## Soloalbums
- Loinneog Cheoil (1991, released in cd in 2005)
- Aoife (1996)
- The Turning Of The Tide (2003)
- If I Told You (2006)